# Symphurus strictus
Symphurus strictus és un peix teleosti de la família dels cinoglòssids i de l'ordre dels pleuronectiformes que viu a Moçambic, les Maldives, el Japó, les Filipines i les illes Hawaii.